# Mollaro
Mollaro (Molàr in noneso) è una frazione del comune di Predaia, in provincia di Trento. Fu un comune del Regno d'Italia fino alla sua soppressione, avvenuta nel 1928.

## Storia
Mollaro era comune fino al 1928, anno in cui si accorpò assieme a Taio, Dardine, Dermulo, Segno, Torra e Tuenetto andando a formare il comune di Taio, che a sua volta, nel 2015 si è fuso insieme a Coredo, Smarano, Tres e Vervò nel comune di Predaia.

## Monumenti e luoghi d'interesse

### Architetture religiose
- Chiesa di San Marco (XIX secolo). L'edificio religioso, a navata unica e volta a botte, venne costruito tra il 1851 ed il 1852 sul sito di una preesistente chiesa sempre intitolata a san Marco evangelista documentata nel XVI secolo ma di epoca precedente. Del preesistente edificio resta il campanile realizzato nel 1708. Al suo interno, posta sulla parete alla sinistra dell'abside, è presente una pala rappresentante la Vergine Maria affiancata da San Marco e Sant'Antonio dipinta dal pittore veneto Luigi Guarnieri.[7] Secondo il codice di diritto canonico della Santa Sede, amministrativamente la chiesa è sede parrocchiale e fa parte del Decanato di Taio, a sua volta nel territorio dell'Arcidiocesi di Trento.

### Architetture civili
- Miniera di S. Romedio. Distillava gli scisti bituminosi scavati nella zona, ittiolo e olii minerali, e che ora si dedica alla fabbricazione della calce idraulica,di vernici e di specialità medicinali e farmaceutiche.

### Architetture militari
- Castel Mollaro. Castello costruito intorno all'antica torre risalente al 1231 di Giordano di Mollaro. Nel 1371 Giovanni di Mollaro si allea con Pietro di Thun e nel 1400 viene investito del titolo nobiliare da vescovo Giorgio. Nel 1600 i Mollaro cedono la proprietà ai Crivelli e poi alla famiglia Conci. Negli anni del dopoguerra si insedia una società produttrice di prodotti in plastica tra cui il famoso pallone superflex paravinil. Attualmente la proprietà è di una famiglia storica milanese. Il castello è visitabile solo su richiesta e viene aperto in occasione della festa dei meli in fiore di Mollaro.

## Infrastrutture e trasporti
A Mollaro è presente una stazione della Ferrovia Trento-Malé-Mezzana.